# Metsäliitto
Metsäliitto (svenska: Skogsindustriförbundet) är en finländsk producentkooperativ organisation, som omkring 131.000 medlemmar.
Metsäliitto bildades i början av 1900-talet, och grundade 1934 dotterbolaget Metsäliitto Oy för export av sågade varor. År 1947 bildades producentkooperativet Metsäliitto formellt som ett producentkooperativt företag. 
Metsäliittos industriverksamhet sammanslogs 1987 med G.A. Serlachius Oy till Metsä-Serla Oy. Metsäliitto är huvudägare i nutida Metsä Group.